# ニザダイ属
ニザダイ属（学名：Prionurus）は、ニザダイ科の属の一つ。一種を除き太平洋に分布する。

## 分類・学名
本属は1804年にフランスの博物学者であるベルナール・ジェルマン・ド・ラセペードによって Prionurus microlepidotus の記載と同時に単型属として記載された。
学名は「鋸状の尾」という意味で、尾柄にある鋭く尖った骨質板に由来する。

## 下位分類
2023年現在、7種が属する。
- Prionurus biafraensis (Blache & Rossignol,1961) (Biafra doctorfish)
- Prionurus chrysurus J. E. Randall, 2001 (Indonesian sawtail)
- Prionurus laticlavius (Valenciennes, 1846) (razor surgeonfish)
- Prionurus maculatus J. D. Ogilby, 1887 (yellowspotted sawtail)
- Prionurus microlepidotus Lacépède, 1804 (sixplate sawtail)
- Prionurus punctatus Gill, 1862 (yellowtail surgeonfish)
- ニザダイ Prionurus scalprum Valenciennes, 1835 (scalpel sawtail)

## 形態
体は側扁した楕円形で、体高は高い。口は低い位置にあり、吻部は突出する。歯は平たく縁が鋸状で、密に並んでいる。背鰭には8-9本の棘が、臀鰭には3本の棘がある。尾柄には鋭い骨質板が3-7枚あり、動かすことは出来ない。全長は20-70cm。

## 分布・生態
大西洋に分布する P. biafraensis 一種を除いて、太平洋に分布する。P. laticlavus と P. punctatus は東太平洋に固有。珊瑚礁や岩礁に生息し、海藻や小型の無脊椎動物を捕食する。